# Africophilus differens
Africophilus differens är en skalbaggsart som beskrevs av Omer-cooper 1969. Africophilus differens ingår i släktet Africophilus och familjen dykare. Inga underarter finns listade i Catalogue of Life.